# Roztoky, Praha-západ
Roztoky là một thị trấn thuộc huyện Praha-západ, vùng Středočeský, Cộng hòa Séc.